# Dyrön
57°55′40″N 11°36′40″Ø / 57.92778°N 11.61111°Ø
Stora Dyrön, eller bare Dyrön, er en ø og en by i Tjörns kommun i Bohuslän
Västra Götalands län i Sverige. 
Øen er bilfri og nås med personfærgen Hakefjord, som også trafikerer naboøen Åstol. I den sydlige havn ligger Galleri Bockeberget i et gammelt beskyttelsesrum fra anden verdenskrig. I den nordlige havn ligger restauranten Dyrö Krog.
Dyrön er en af de få øer i Bohuslän med vilde, fritgående muflonfår. 

## Eksterne kilder og henvisninger
- Dyron.nu Arkiveret 16. maj 2008 hos  Wayback Machine
- Dyröns Officiella webbplats Arkiveret 3. maj 2013 hos  Wayback Machine